# Turbo haraldi
Turbo haraldi is een slakkensoort uit de familie van de Turbinidae. De wetenschappelijke naam van de soort is voor het eerst geldig gepubliceerd in 1957 door Robertson.